# Štulac (gmina Vrnjačka Banja)
Štulac (cyr. Штулац) – wieś w Serbii, w okręgu raskim, w gminie Vrnjačka Banja. W 2011 roku liczyła 1185 mieszkańców.